# Loma Pelada (Guanajuato)
Loma Pelada es una localidad del estado mexicano de Guanajuato. Es parte del municipio de Salamanca.

## Demografía
| Gráfica de evolución demográfica |
|                                  |

| Censo | Población |
| ----- | --------- |
| 1900  | 312       |
| 1910  | 413       |
| 1921  | 269       |
| 1930  | 304       |
| 1940  | 473       |
| 1950  | 761       |
| 1960  | 1 016     |
| 1970  | 977       |
| 1980  | 776       |
| 1990  | 3 150     |
| 2000  | 4 117     |
| 2010  | 4 262     |
| 2020  | 4 423     |